# 卡特峰
卡特峰（英語：Carter Peak）是南極洲的山峰，位於麥克羅伯特森地，處於本斯利山以西2公里，屬於查爾斯王子山脈的一部分，澳大利亞探險隊根據測量和空中照片繪入地圖，現時由南極條約體系管理。